# Томислав Црнојевић
Томислав Црнојевић (Новска, 19. децембар 1959) српски је писац и новинар, који живи и ради у Немачкој.

## Биографија
Основно образовање је стекао у Новској, где је и рођен, а средње у Кутини. У Београду је почетком 1980-их завршио новинарску школу у оквиру Југословенског института за новинарство. У периоду 1980–1993. године радио је у Позоришту на Теразијама у сектору позоришне расвете. Уочи избијања грађанског рата у бившој Југославији унапређен је из чина резервног поручника у чин капетана, а онда је истовремено скинут са ратног списка и разрешен свих војних обавеза. Судбина Нушићевог „сумњивог лица” чекала га је и у Хрватској и у Србији, па је одлучио да оде на Кипар.
У Лимасолу је провео годину дана. Ту се је срео са судбинама својих многобројних сапатника који су тражили уточиште спасавајући се од грађанског рата у којем нису хтели да учествују, али и са несретницима из целог света који су желели да спасу живу главу, али су у својој заблуди скончавали као беспомоћно робље. На Свету Гору је отишао 1997. и у Хиландару провео три искушничка месеца Ту је радио на спашавању дотрајалих рукописа старих црквених књига преписивајући их и претварајући у дигитални текст. За три месеца преписао је осам књига – за сваки век постојања манастира по једну – које је онда отац Серафим штампао и тако обнављао манастирску библиотеку. Београд и Србију је напустио у пролеће 1998. Најпре је месец дана боравио у Дуизбургу, потом годину у Диселдорфу, а онда се настанио у Франкфурту на Мајни и у њему формирао своју породицу.
Увршћен је у „Енциклопедију националне дијаспоре”, коју уређује Иван Калаузовић Иванус.
Био је члан Југословенске књижевне радионице из Франкфурта.
Живи и ради у Франкфурту и последњих година је посвећен писању књига и припреми за њихово публиковање.

## Новинарски рад
Томислав Црнојевић је новинарску каријеру почео 1980-их као хонорарни сарадник листа „Интервју”, у којем му је објављен први новинарски текст, док су у листу „Кафане” штампани његови први текстови литерарног карактера и то уз текстове Моме Капора и легенде ондашњег новинарства Предрага Милојевића, извештача „Политике” из Берлина уочи Другог светског рата. Уследило је ангажовање у „Илустрованој Политици” и листовима „Репортер” и „Он”.
Године 2002. постао је новинар дневног листа „Европски национал”, чије је седиште било у Милхајму на Мајни. Убрзо је именован за главног уредника за дијаспору. Ипак, по његовим речима, због бестидног обрачунавања франкфуртских „Вести” са конкуренцијом, уз помоћ режима у Србији и криминалне продајне мреже у Немачкој, дошло је до гашења овог листа.
Од 2010. био је стални сарадник портала „Васељенске телевизије”, на чијем је сајту објавио највећи број својих текстова. Годинама је писао и за портал српске дијаспоре „Корени” Николе Јанића из Шведске. Многи Црнојевићеви текстови публиковани су и на сајту „Црвене беретке” (на ћириличном писму) и црквеном сајту „Источник”. Скоро сви његови текстови су избрисани са интернета, а многи портали који су их преузимали више не постоје. Зато је одустао од такве врсте јавног ангажовања.